# Taäniet
Taäniet (Hebreeuws: תענית, letterlijk vastendag) is een traktaat (masechet) van de Misjna en de Talmoed. Het is het negende traktaat van de Orde Moëed (Seder Moëed) en bestaat uit vier hoofdstukken.
Het traktaat Taäniet behandelt voorschriften inzake vastendagen, vooral die wegens uitblijvende regen en andere bijzondere (weers)omstandigheden.
Taäniet bevat Gemara (rabbijns commentaar op de Misjna) en is onderdeel van zowel de Babylonische als de Jeruzalemse Talmoed. Het traktaat bevat 31 folia in de Babylonische Talmoed en 26 in de Jeruzalemse Talmoed.